# Idolo (isola)
Idolo o Jedola (in croato: Idula) è una piccola isola disabitata della Croazia situata nel mare Adriatico a nord-ovest di Ugliano; fa parte dell'arcipelago zaratino. Amministrativamente appartiene al comune di Oltre, nella regione zaratina.

## Geografia
Idolo si trova nel canale di Zara (Zadarski kanal), a circa 500 m dall'estremità settentrionale di Ugliano: punta San Pietro (rt Sv. Petar), di cui è il naturale proseguimento, e a 800 m da Rivagno. È situata a nord dello stretto di Ugliano (Veli Ždrelac), chiamato anche canale del Grande San Luca o canale del Grande San Luca Velli, che divide Rivagno dalla punta settentrionale di Ugliano. Il tratto di mare fra Idolo e Ugliano, invece, è detto stretto di Idolo. L'isola ha una forma arrotondata e un'area di 0,142 km², la sua costa è di 1,41 km e l'altezza di 25 m.

### Cartografia
- (HR) Mappa topografica della Croazia 1:25000, su preglednik.arkod.hr. URL consultato il 20 giugno 2017.
- G. Giani, Carta prospettiva delle Comuni censuarie della Dalmazia, foglio 2, 1839. Fondo Miscellanea cartografica catastale, Archivio di Stato di Trieste.
- Carta di cabottaggio del mare Adriatico, foglio VII, Milano, Istituto geografico militare, 1822-1824. URL consultato il 12 aprile 2017 (archiviato dall'url originale il 13 aprile 2013).